# Arroio das Caneleiras
Arroio das Caneleiras är ett vattendrag i Brasilien.   Det ligger i delstaten Rio Grande do Sul, i den södra delen av landet, 1 800 km söder om huvudstaden Brasília.
I omgivningarna runt Arroio das Caneleiras växer huvudsakligen savannskog. Runt Arroio das Caneleiras är det ganska glesbefolkat, med 24 invånare per kvadratkilometer.